# Gododrai
Gododrai is een dorp in het ressort Carolina in het district Para in Suriname. Het ligt aan de linkeroever van de Mapanekreek voor de laatste bocht bij de monding in de Commewijnerivier.
In het dorp wonen Aukaanse marrons met voor een deel gemengde inheemse voorouders. Deze Aukaners worden ook wel Kawina genoemd.
Begin 21e eeuw is een groot deel van de inwoners vertrokken. In de buurt ligt of lag de Mapanabrug.